# Kodeks Athous Lavrensis
Kodeks Ławry Atoskiej, łac. Codex Athous Lavrensis (Gregory-Aland no. Ψ albo 044), δ 6 (Soden) – grecki kodeks uncjalny Nowego Testamentu, paleograficznie datowany na IX albo X wiek. Tekst jest eklektyczny i mieszany.
Kodeks przechowywany jest w klasztorze Wielka Ławra (B′ 52), na górze Athos.

## Opis
Kodeks zawiera 261 pergaminowych kart (21 na 25,3 cm), z tekstem Ewangelii, Dziejów Apostolskich, Listów powszechnych i Listów Pawła. Tekst pisany jedną kolumną na stronę, 31 linijek w kolumnie. Rozmiary tekstu 15 cm by 8,7 cm. Pisany niewielką uncjałą. Stosuje przydechy i akcenty. Zawiera listy κεφαλαια, stosuje podział ewangelicznego tekstu według Sekcji Ammoniusza (w Marku 233), z odniesieniami do Kanonów Euzebiusza, na marginesie oznakowane są teksty używane do czytań liturgicznych. Zawiera noty muzyczne – neumy i jest jednym z najstarszych rękopisów zawierających neumy.
Tekst Ewangelii Mateusza, Ewangelii Marka 1,1-9,5 i jedna karta Listu do Hebrajczyków zostały zagubione. Listy powszechne są w niezwykłym porządku (1 Pt, 2 Pt, Jk, 1 J, 2 J, 3 J, Jd).

## Tekst
Grecki tekst kodeksu przekazuje tekst aleksandryjski, z wielką liczbą bizantyńskich oraz pewną liczbą zachodnich naleciałości. Kurt Aland zaklasyfikował go do Kategorii III.
Brak tekstu Jan 7,53-8,11. Brak również wierszy Mk 11,26, 15,28. Zawiera dwa zakończenia w Ewangelii Marka, przy czym krótsze zakończenie umieszczone zostało przed dłuższym, podobnie jak w Codex Regius. Posiada nieco unikatowych, sobie tylko właściwych wariantów tekstowych.
Warianty tekstowe
Marka 9,49
Zawiera unikatowy wariant θυσια αναλωθησεται (ogniem spalony) zamiast αλι αλισθησεται (solą osolony).
Marka 10,7
και προσκολληθησεται προς την γυναικα αυτου (i połączy się ze swoją żoną) ominięty, podobnie jak w kodeksach Sinaiticus, Vaticanus, 892, ℓ 48, syrs, goth.
Marka 10,19
fraza μη αποστερησης opuszczona, podobnie jak w rękopisach Vaticanus (dodane przez drugiego korektora), Cyprius, W, f1, f13, 28, 700, 1010, 1079, 1242, 1546, 2148, ℓ 10, ℓ 950, ℓ 1642, ℓ 1761, syrs, arm, geo. Opuszczenie to jest charakterystyczne dla rękopisów tekstu cezarejskiego.
Dzieje 15,23
Zawiera jedną z najdłuższych lekcji tego wiersza γραψαντης επιστολην δια χειρος αυτων εχουσαν τον τυπον τουτον. Inne rękopisy mają:
γραψαντης δια χειρος αυτων – {\displaystyle {\mathfrak {P}}^{45}}, {\displaystyle {\mathfrak {P}}^{74}}, א*, A, B, copbo
γραψαντης δια χειρος αυτων ταδε – אc, E, (33), Byz, syrh
γραψαντης δια χειρος αυτων επιστολην περιεχουσαν ταδε – C, ar, c, gig, w, geo
γραψαντης επιστολην δια χειρος αυτων περιεχουσαν ταδε – D, d
γραψαντης δια χειρος αυτων επιστολην και πεμψαντες περιεχουσαν ταδε – 614.
Dzieje 20,28
Zawiera wariant του κυριου (Pana) razem z rękopisami {\displaystyle {\mathfrak {P}}^{74},} A, C*, D, E, 33, 36, 453, 945, 1739, 1891. Rękopisy aleksandryjskiej tradycji zawierają του Θεου (Boga), podczas gdy bizantyjskie rękopisy mają του κυριου και του Θεου (Pana i Boga).
1 Tymoteusza 3,16
Jest jednym z najstarszych rękopisów wspierających wariant θεος εφανερωθη (Bóg objawiony).

## Historia badań rękopisu
Rękopis został odkryty przez C.R. Gregory 26 sierpnia 1886, który sporządził pierwszy jego opis. W 1892 widział go i powierzchownie zbadał J. Rendel Harris, który poszukiwał rękopisów Septuaginty. Von Goltz i Wobbermin skolacjonowali tekst Dziejów, Listów powszechnych oraz Listów Pawłowych dla Hermann von Soden. Następnie kodeks był badany przez Kirsopp Lake w 1899, który dokładnie zbadał tekst Ewangelii Marka i dokonał pełnej jego transkrypcji. Ponadto skolacjonował tekst Ewangelii Łukasza oraz Jana. W ogóle nie badał tekstu Dziejów ani Listów ponieważ według opinii von Sodena ich tekst niczym się nie wyróżnia. W 1903 Lake opublikował tekst Ewangelii Marka 9,5-16,20, oraz skolacjonowany tekst Ewangelii Łukasza, Jana, oraz Listu do Kolosan w Studia Biblica et Ecclesiastica.